# Tudanca
Tudanca é um município da Espanha na comarca de  Saja-Nansa, província e comunidade autónoma da Cantábria. Situa-se na parte oeste da comunidade, a pouco mais de 80 km a sudoeste da capital, Santander, no Vale do Nansa [es]. Tem 52,4 km² e em 2021 tinha 148 habitantes (densidade: 2,8 hab./km²).

## Demografia
| 1900 | 1910 | 1920 | 1930  | 1940 | 1950  | 1960 | 1970 | 1980 | 1990 | 2000 | 2007 |
| ---- | ---- | ---- | ----- | ---- | ----- | ---- | ---- | ---- | ---- | ---- | ---- |
| 756  | 792  | 766  | 1.044 | 932  | 1.188 | 832  | 646  | 430  | 357  | 269  | 215  |